# Flarm

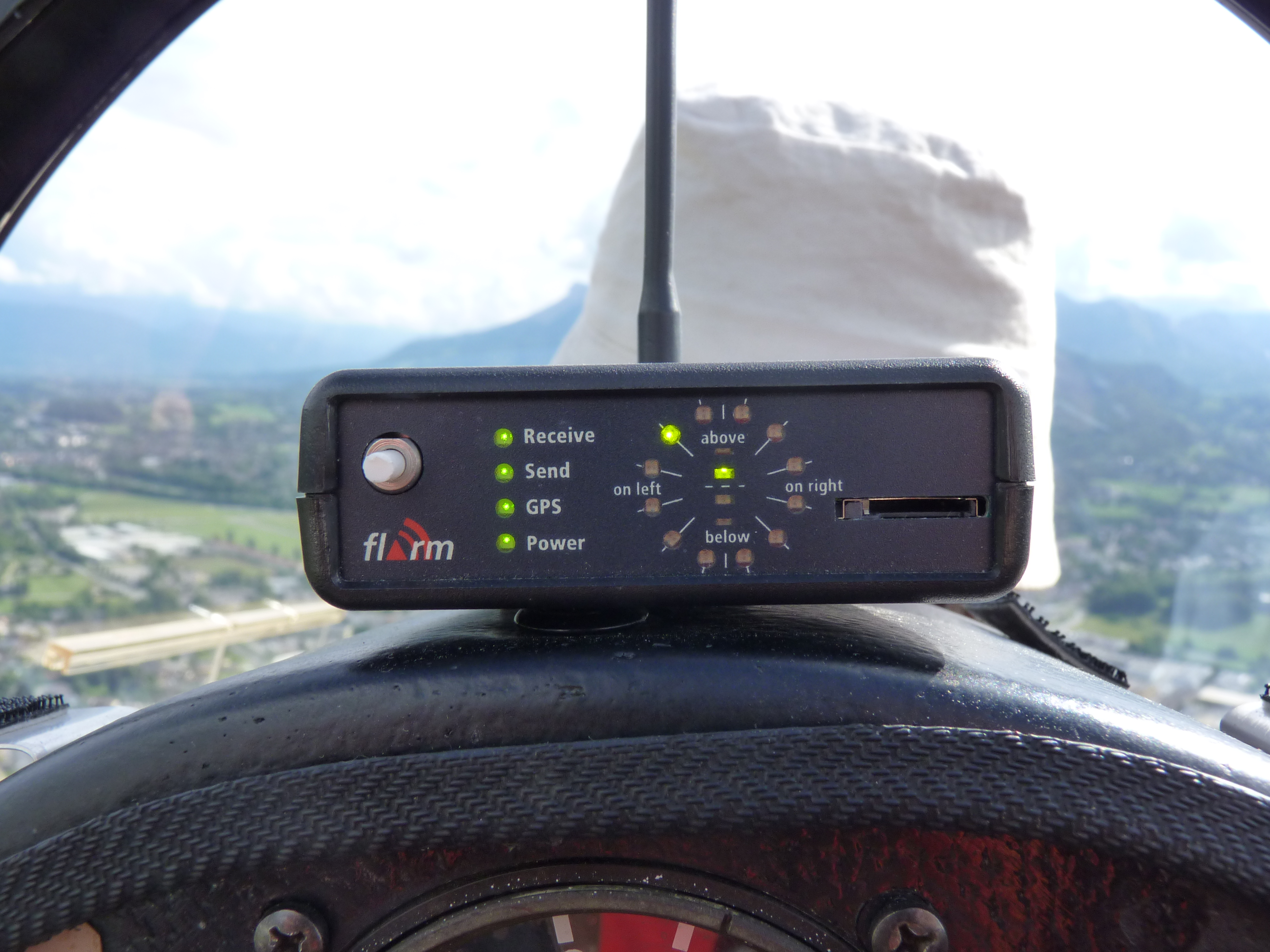
Le Flarm sur un ASH-25

Le FLARM est un dispositif électronique destiné à alerter les pilotes en vol à vue d'un risque de collision avec un autre aéronef ou avec un obstacle (câble, antenne...). Initialement développé pour les pilotes de planeur, il est maintenant autorisé d'emploi en aviation générale et envisagé pour les drones. Les appareils de l'aviation commerciale utilisent un système plus ancien, adapté au règles de vol aux instruments et nommé TCAS (Traffic Collision Avoidance System).

## Fonctionnement
Le FLARM (dont le nom est inspiré de flight alarm : alarme de vol), détermine sa position et son altitude à l'aide du récepteur GPS et estime sa future trajectoire dans les prochains instants, prenant en compte notamment la vitesse, l'accélération, le rayon de virage et le type d'appareil, et la diffuse par radio de façon codée avec l'identifiant unique du Flarm utilisé, deux fois par seconde. Son récepteur radio capte les autres FLARM dans un rayon d'environ 3 à 5 km et traite les informations reçues. Les algorithmes de prévision du déplacement détectent les conflits de trajectoire potentiels de pratiquement 50 autres appareils équipés et préviennent l'équipage à l'aide d'alertes visuelles et sonores. L'appareil est également capable de conserver en mémoire une base de données d'obstacles au sol (câbles, poteaux, téléphériques, etc.).
Le protocole série (communication entre l'appareil et un ordinateur éventuellement connecté) est public, le protocole d'échange des données par radio en revanche est propriétaire et fourni aux fabricants sous licence. Les deux protocoles sont protégés par le droit d'auteur.
Contrairement au transpondeur utilisé dans les avions, le FLARM est économe en énergie, relativement bon marché (environ 570 € plus les taxes) et facile à installer.
Les systèmes de prévention des collisions en vol conventionnels (ACAS, TCAS) sont d'une faible utilité pour les planeurs qui peuvent voler près les uns des autres, ce qui avec ces systèmes conventionnels provoquerait des alarmes incessantes. Le FLARM en revanche ne fournit que des alarmes sélectives, indiquant uniquement les aéronefs ou obstacles pouvant présenter un risque de collision. Cependant la faible portée du système le rend peu compatible avec des aéronefs rapides.

## Historique
Un brevet pour un « dispositif destiné à améliorer la sécurité des aéronefs en régime de vol a vue » a été déposé par l'Onera le 6 juillet 1998 (FR2780701, inventeurs Claude Le Tallec et Boris Gravier) puis étendu à d'autres pays le 2 juillet 1999 (US 6438492 B1).  
En parallèle, le FLARM a été développé par Urs Rothacher et Andrea Schlapbach en 2003, rejoints par Urban Mäder en 2004. Les premières ventes ont été réalisées début 2004.
Une licence exclusive pour l'exploitation de son brevet a été concédée par l'Onera à la société Flarm Technology GmbH en 2008 après des premiers contacts dès 2004.

## Suivi en temps réel
Les positions des aéronefs équipés de FLARM peuvent être reçus à plusieurs dizaines de kilomètres par des récepteurs sol munis d'une antenne plus performante, et alimenter un suivi en temps réel sur les sites internet spécialisés utilisant le réseau OGN (Open Glider Network) comme live.glidernet.org ou
glidertracker.de selon le même principe que l'ADS-B.
Le FLARM peut également être utilisé en recherche et sauvetage pour retrouver la trace d'un aéronef disparu à partir des enregistrements des autres aéronefs équipés et des données reçues par les antennes au sol (via le réseau OGN entre autres).

## Implantation
En 2022, il y a environ 40 000 appareils compatibles FLARM (la plupart produits par FLARM Technology) en utilisation, principalement en Suisse, Allemagne, France, Autriche, Italie, Canada, Benelux, Scandinavie, Hongrie, Israël, Australie, Nouvelle-Zélande et Afrique du Sud. Depuis début 2007 le système a été adopté au Royaume-Uni après que l'autorité des télécommunications et l'aviation civile eurent confirmé qu'il était acceptable. Les systèmes PowerFLARM sont aussi autorisés et disponibles en Amérique du Nord depuis 2010 avec une légère modification dans la bande de fréquences utilisée et de la polarité du connecteur de l'antenne.
L’utilisation du Flarm est aussi envisagée pour aider à l'insertion des drones dans l'espace aérien. Une expérimentation a été menée à moyenne altitude par l'Onera en avril 2013 dans la région de Salon-de-Provence avec un planeur de la base aérienne 701 et un exercice a été mené à très basse altitude avec un petit drone et un avion léger en septembre 2014.